# In cerca di Mr. Goodbar
In cerca di Mr. Goodbar (Looking for Mr. Goodbar) è un film del 1977 diretto da Richard Brooks con Diane Keaton, liberamente tratto dall'omonimo romanzo di Judith Rossner, ispirato a sua volta al caso dell'insegnante newyorchese Roseann Quinn, assassinata nel 1973, all'età di 28 anni, da un suo amante occasionale. Il film è anche famoso per aver lanciato l'attore Richard Gere.

## Trama
Theresa Dunn è un'insegnante che lavora in una scuola per sordomuti. Ferita dal fallimento di una relazione sentimentale con il suo vecchio professore universitario e scoraggiata da una lieve deformazione fisica causatale da un intervento chirurgico, è alla ricerca di qualcosa che neppure lei conosce bene.

## Accoglienza
Il film ha avuto buoni pareri da parte della critica e un guadagno soddisfacente al botteghino. I critici hanno in particolare elogiato l'interpretazione di Diane Keaton e la direzione del regista Richard Brooks. Il film ha incassato complessivamente 22.512.655 dollari.

## Distribuzione
Il film, distribuito dalla Paramount Pictures, è stato distribuito nelle sale statunitensi a partire dal 19 ottobre 1977.